# Acalypha costaricensis
Acalypha costaricensis é uma espécie de flor do gênero Acalypha, pertencente à família Euphorbiaceae.